# Tie-in
Ein Tie-in (englisch einbinden, Kopplungsgeschäft) ist ein fiktionales oder anderes Produkt – etwa ein Film, eine Fernsehserie, ein Spiel oder ein literarisches Werk –, das auf einem anderen medialen Werk wie etwa einem Film, einer Fernsehserie, einem Spiel oder einem literarischen Werk basiert und vom Rechteinhaber dieses Werks lizenziert ist. Ein Tie-in-Werk adaptiert etwa ein filmisches Werk zu einer Romanfassung oder erzählt alternativ eine neue Geschichte innerhalb der fiktiven Welt des Ursprungswerks.
Eine Art von Tie-in ist das Film-Tie-in, welches im Duden als ein „der Verfilmung zugrunde liegendes oder in Anlehnung an das Drehbuch entstandenes Buch“ beschrieben ist. Zu den Film-Tie-ins gehören insbesondere Romane und Comics, etwa aus Franchises wie Star Trek oder Star Wars. Die Star-Wars-Romane sind eine der langlebigsten und erfolgreichsten Tie-in-Serien; von Romanen aus dieser Reihe wurden schon mehr als 125 Millionen Exemplare gedruckt. Tie-in-Romane gelten zumindest in den Vereinigten Staaten auch als eigenes Genre bzw. Subgenre.
Die International Association of Media Tie-In Writers ist eine Organisation, der mehr als 250 Tie-in-Autoren angehören, d. h. Autoren von Tie-in-Romanen, -Kurzgeschichten oder -Comics. Sie vergibt die sog. Scribe Awards, Preise, mit denen herausragende Leistungen von Tie-in-Autoren geehrt werden.